# Rødler
Rødler er det øverste lag ler i jorden.
Der er ikke så meget kalk i som i blåler, og jernet er iltet. 
Ved keramisk behandling blandes ofte chamotte i rødler for at stabilisere leret og gøre det mere robust, så det ikke så let sprænges i den keramiske brænding.
Rødler er brunligt i normal tilstand, men bliver rødt ved brænding.
Røde mursten er af rødler.